# Aeroportul Boku
Aeroportul Boku (IATA: BOQ) este un aeroport din Autonomous Region of Bougainville⁠(d), Papua Noua Guinee.
aeroportul dispune de o singură pistă.